# Idiocera (Euptilostena) multipunctata
Idiocera (Euptilostena) multipunctata is een tweevleugelige uit de familie steltmuggen (Limoniidae). De soort komt voor in het Palearctisch gebied.